# Cervecería del Pacífico
Cervecería del Pacífico er et mexikansk bryggeri. Det blev grundlagt i Mazatlán i 1900 af tyskerne Jorge Claussen, Germán Evers og Emilio Philippy. I 1954 blev bryggeriet solgt til Grupo Modelo.
Bryggeriet er vigtig for industrien i Mazatlán.
Bryggeriet producerer blandt andet det velkendte ølmærke Pacífico.
23°12′16″N 106°24′51″V / 23.20444°N 106.41417°V